# Oleksandro-Mariivka, Petrove
Oleksandro-Mariivka (în ucraineană Олександро-Мар'ївка) este un sat în comuna Petrivske din raionul Petrove, regiunea Kirovohrad, Ucraina.

## Demografie
Componența lingvistică a localității Oleksandro-Mariivka
     Ucraineană (95,42%)
     Rusă (4,58%)
Conform recensământului din 2001, majoritatea populației localității Oleksandro-Mariivka era vorbitoare de ucraineană (95,42%), existând în minoritate și vorbitori de rusă (4,58%).